# Улица Богенбай батыра (Алма-Ата)
Улица Богенбай батыра (каз. Бөгенбай батыр көшесі) — улица в Медеуском и Алмалинском районах города Алма-Ата. Протяженность — 7,3 км.

## Структура улицы
Входит в состав улиц трёх батыров — южнее (выше) расположены улицы Карасай батыра и Кабанбай батыра, в советское время это были улицы трёх революционеров — Кирова, Виноградова и Калинина. Севернее находятся улицы трёх биев — Толе би, Айтеке би и Казыбек би, в советское время эти улицы образовывали другую тройку — Комсомольская, Октябрьская и Советская.
Проходит с востока на запад между проспектом Толе би и улицей Карасай батыра. Делится на 4 участка:
1. Начинается восточнее улицы Орманова, пересекает улицы Кастеева, Бегалина и Каирбекова, реку Малая Алматинка, исторический район «Компот», улицы Абдуллиных, Калдаякова и Зенкова, проспект Достык, улицу Кунаева, проспект Назарбаева, проспект Абылай хана, улицы Желтоксан и Наурызбай батыра, проспект Сейфуллина и заканчивается на улицей Масанчи. Данный участок имеет большое транспортное значение в центральной части города. До строительства Восточной объездной автомобильной дороги и продления улицы Толе би до него. Улица Богенбай батыра с проездом через улицу Фурманова образовывало одно из важнейших направлений для связи с районами — Татарка, Малая станица, развилкой Кульджинского и Талгарского трактов.
2. Улица возобновляется восточнее улицы Байтурсынова, пересекает улицы Шарипова, Шагабутдинова, Муратбаева и упирается в реку Есентай (моста нет). Этот участок является пешеходным и имеет ограничение для транспорта.
3. Улица возобновляется с западного берега реки Есентай, пересекает улицы Муканова, Жумалиева, Байзакова, Мирзояна, Исаева, Нурмакова, Айтиева, Ауэзова, Клочкова, Жарокова, Айманова, Умбетбаева, проспект Гагарина, улицы Радостовца и улицу Розыбакиева. Прерывается территорией стоянки. Участок является дворовым и имеет ограниченное применение для транспорта.
4. Улица возобновляется западнее улицы Розыбакиева от улицы Верещагина, пересекает улицу Аносова, и вливается в небольшую улицу Бруно. Улица Васнецова является фактическим продолжением улицы Богенбай батыра, проходит в районе Тастака, пересекает улицы Тургут Озала, Брусиловского и заканчивается на улицей Тлендиева.

## История
Исторически сформировалась в конце 19 в. в междуречье Малой Алматинки и Весновки (Есентай). Была застроена одноэтажными, редко двухэтажными домами. Между современными ул. Панфилова и пр. Абылай хана находилась Военная площадь, на которой проходили парады и строевые занятия войск гарнизона, позднее — демонстрации и спортивные праздники.
В 1930-х гг. на улице Богенбай батыра были построены здания Дома правительства, Дома связи (ныне здание Казпочты), гостиницы, разбиты скверы, цветники, устроены фонтаны.
В Доме правительства в 1934 г. проводил заседания Казкрайкома ВКП(б) 1-й секретарь Ленинградского обкома ВКП(б) С. М. Киров, в честь которого и была названа улица.
Позднее, в этом же здании находился штаб по освоению целины. С конца 1950-х годов здесь же находился главный корпус КазГУ. Ныне это здание Казахской Национальной академии искусств имени Т. Жургенева.
В 1950—1960-х гг. улица протянулась на восток (жилой район за р. М. Алматинка) и на запад (быв. пос. Тастак). Улица была реконструирована и благоустроена; в западной части частично превращена в бульвар. В эти годы здесь были возведены здания Министерства геологии, учебного комбината системы «Казсельхозтехника», расширена Республиканская стоматологическая поликлиника, построены многоэтажные 86- и 80-квартирные жилые дома для рабочих Казглавводстроя.

### Названия
Командирская — первое название улицы в городе Верном.
С 1934 по 1991 носила имя Сергея Кирова — российский революционер, советский государственный и политический деятель.
В 1991 переименована в честь героя казахско-джунгарской войны Богенбай батыра (1690—1775).

## Учреждения

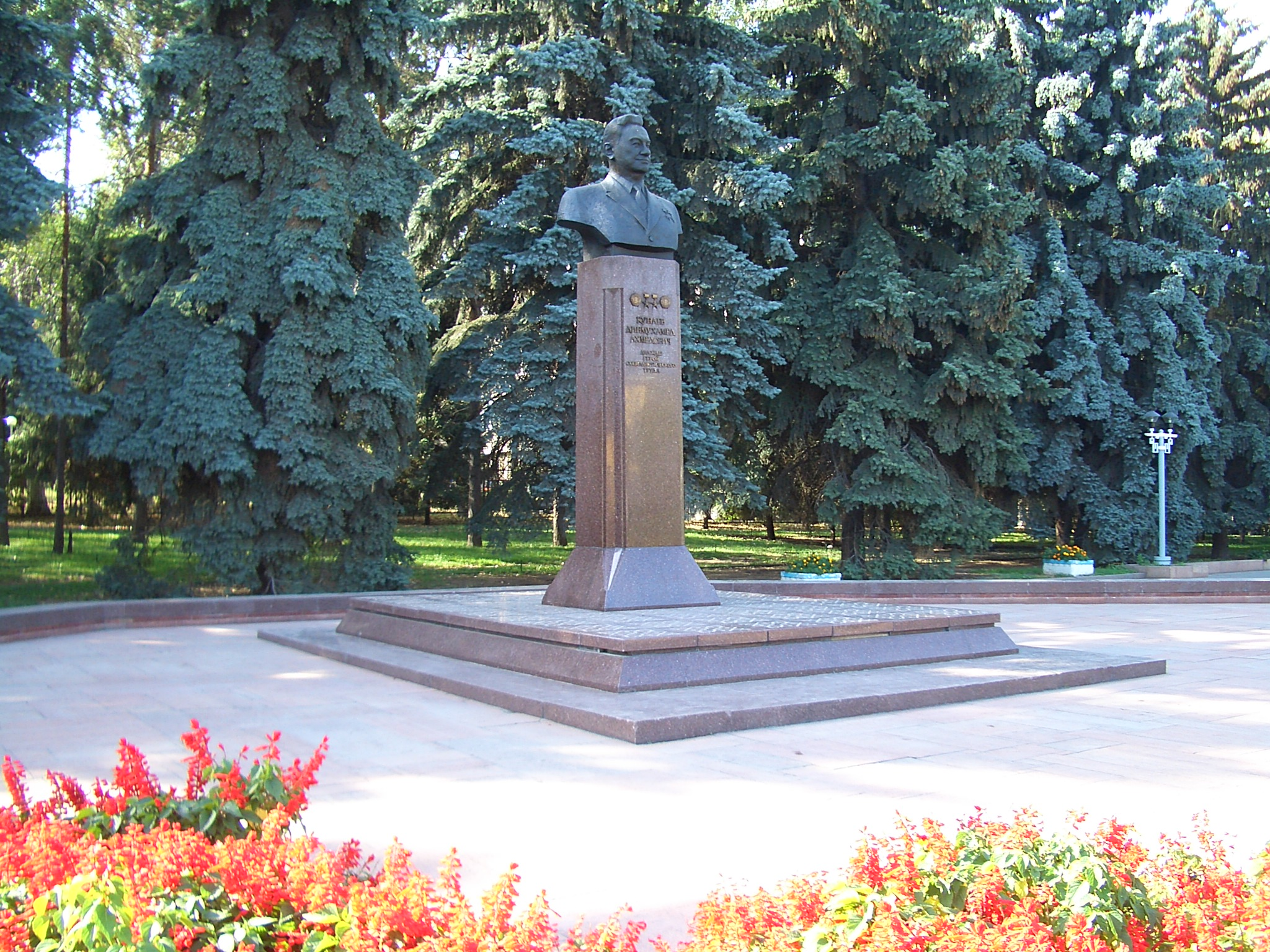
Бронзовый бюст Д. А. Кунаева в Алма-Ате

Вдоль и рядом с улицей Богенбай батыра расположены:
1. Сквер имени Кунаева с бюстом Д. А. Кунаева;
2. Отель «Тян-Шань»;
3. Республиканский эстрадно-цирковой колледж имени Елебекова;
4. Казахская Национальная академия искусств имени Т. Жургенева;
5. АО «Казпочта»;
6. НИИ микробиологии и вирусологии;
7. АО «Волковгеология» (подразделение АО «КазАтомПром»);
8. Казахский национальный колледж им. Аль-Фараби (в структуре КазНУ);
9. Специализированная школа-интернат для одаренных в спорте детей;
10. Алматинская городская коллегия адвокатов, специализированная ювенальная консультация;
11. Централизованная библиотечная система;
12. Общеобразовательная школа № 55;
13. Стоматологический колледж профессора Рузуддинова

## Известные жители
В годы войны на улице проживали выдающиеся деятели советского искусства, находившиеся здесь в эвакуации:
- кинорежиссёр Сергей Эйзенштейн;
- актёр и кинорежиссёр Всеволод Пудовкин;
- актёр и кинорежиссёр Иван Пырьев;
- кинорежиссёры Братья Васильевы;
- балерина Галина Уланова (12 июня 2003 года на фасаде дома № 140 была установлена мемориальная доска).

В доме № 188 на углу с улицей Мечникова (ныне — Ади Шарипова) долгие годы проживал советский государственный и партийный деятель Ахмет Мамбетов с семьёй.